# Pouillerel
Pouillerel är en kulle i Schweiz. Den ligger i kantonen Neuchâtel, i den västra delen av landet, 50 km väster om huvudstaden Bern. Toppen på Pouillerel är 1 255 meter över havet.